# Lijst van kerken in Hoorn
Deze (incomplete) lijst bevat een overzicht van de kerkgebouwen in de Nederlandse gemeente Hoorn, Noord-Holland.
| Kerk                                                                       | Adres                 | Wijk/plaats             | Originele functie                                                  | Huidige functie | Bijzonderheden | Foto              |
| -------------------------------------------------------------------------- | --------------------- | ----------------------- | ------------------------------------------------------------------ | --- | --- | ----------------- |
| Het Apostolisch Genootschap                                                | Hogerbeetsstraat 24   | Hoorn-Noord             | Plaats van Samenkomst Het Apostolisch Genootschap                  | Onveranderd | |                   |
| Sint-Bonifatiuskapel                                                       | Blauwe Berg 5         | Risdam-Zuid             | Kapel bij seminarie van de missionarissen van Mill Hill (tot 1983) | wordt d.d. 2019 verbouwd tot kleinschalige horeca | Architect: S.W. Langius |                   |
| Schuilkerk de Drie Tulpen                                                  | Achterom              | Binnenstad              |                                                                    | | Originele gevelsteen in het Westfries Museum |                   |
| Doopsgezinde kerk                                                          | Ramen 31              | Binnenstad              | Doopsgezinde kerk                                                  | Winkel | Doopsgezinde pastorie op nr. 29 is ingeschreven als rijksmonument |                   |
| Dorpskerk                                                                  | Westerblokker 105     | Westerblokker / Blokker | Rooms-Katholieke kerk                                              | Protestantse kerk | Toren uit 16e eeuw, kerk stamt uit 1868, beide rijksmonumenten. | Meer afbeeldingen |
| Eikstraatkerk                                                              | Eikstraat             | Venenlaankwartier       | Nederlandse Hervormde Kerk                                         | Woningen | Gebouwd in 1934, in 2004 gesloten voor erediensten. | Meer afbeeldingen |
| Gedempte Appelhaven 2                                                      | Gedempte Appelhaven 2 | Binnenstad              | Hersteld Apostolisch Genootschap                                   | Jongerenappartementen | In 1938 buiten gebruik gesteld. Een replica van het pand bevindt zich nu in het Zuiderzeemuseum te Enkhuizen                                                                                        |                   |
| H.H. Engelbewaarderskerk                                                   | Johannes Poststraat   | Hoorn-Noord             | Rooms-Katholieke kerk                                              | uitvaartcentrum | Bouw begon in 1960, officiële ingebruikname was op 29 september 1961. | Meer afbeeldingen |
| Foreestenhuis                                                              | Grote Oost            | Binnenstad              | woonhuis of schuilkerk                                             | Doopsgezind-Remonstrants | Voormalig woonhuis van de familie Foreest (1724). | Meer afbeeldingen |
| Grote Kerk                                                                 | Kerkplein 33          | Binnenstad              | Nederlandse Hervormde kerk                                         | Winkels en appartementen | Naar ontwerp van C. Muysken. Gesloten voor eredienst in 1968. | Meer afbeeldingen |
| In de Roohand                                                              | Turfhaven 34          | Binnenstad              | Remonstrants                                                       | Opgeheven | Het pand was een voormalige mouterij, deze werd door de schout in 1627 gesloten, in 1631 werden de diensten hervat. Pand is later inclusief inventaris geveild                                      |                   |
| Michaëlskerk                                                               | Westerblokker 44      | Westerblokker / Blokker | Rooms-Katholieke kerk                                              | Onbekend | In 1972 buiten gebruik gesteld n.a.v. nieuwbouw en verval. Ontworpen door Th. Molkenboer. Ook bekend als de Tapijtkerk                                                                              | Meer afbeeldingen |
| Michaëlskerk                                                               | Plantage 31           | Blokker                 | Rooms-Katholieke kerk                                              | Buiten gebruik | Moderne kerk, naar ontwerp van J.G. Groot, met losstaande klokkenstoel. Ter vervanging van in verval geraakte waterstaatskerk aan de Westerblokker 44. Kerk is in 2018 aan de eredienst onttrokken. | Meer afbeeldingen |
| Kapel Dijk en Duin                                                         | Wilhelminalaan        | Venenlaankwartier       | Rooms-Katholiek                                                    | Christelijk Gereformeerde Kerken | Kapel van voormalig Franciscanenklooster uit de jaren 1950, sinds jaren 1980 niet meer van de orde.                                                                                                 |                   |
| Koepelkerk                                                                 | Grote Noord 15        | Binnenstad              | Rooms-Katholieke kerk                                              | onveranderd | Naar ontwerp van A.C. Bleijs, in 1882 geopend, pastorie links. | Meer afbeeldingen |
| Koninkrijkszaal (Hoorn)                                                    | Nieuwe Steen 23       | Nieuwe Steen            | Kerk (Jehova's getuigen)                                           | onveranderd | |                   |
| Lourdeskapel                                                               | Pastoor Nuyenstraat   | Zwaag                   | Rooms-Katholieke Kerk                                              | onveranderd | Hexagon in neogotische stijl. | Meer afbeeldingen |
| Lutherse Kerk                                                              | Ramen 4               | Binnenstad              | Lutheranisme                                                       | onveranderd | De naastgelegen pastorie heeft een hogere gevel dan de kerk, zeer ongebruikelijk voor de periode waarin ze gebouwd zijn.                                                                            | Meer afbeeldingen |
| Mariakapel                                                                 | Korte Achterstraat 2A | Binnenstad              | Rooms-Katholieke Kerk                                              | Theater | Op de gevel is het beeld Liggende man geplaatst |                   |
| Schoolsteeg 6                                                              | Schoolsteeg 6         | Binnenstad              | Gereformeerde Vrijgemaakte Kerk                                    | Onbekend | |                   |
| Sint Maartenskerk                                                          | Kerkelaan 8           | Zwaag                   | Rooms-Katholieke Kerk                                              | Nederlands Hervormde Kerk | Kerk uit 16e eeuw, rijksmonument | Meer afbeeldingen |
| Martinuskerk                                                               | Pastoor Nuyenstraat   | Zwaag                   | Rooms-Katholieke Kerk                                              | onveranderd | Gebouwd in 1933 als opvolger van gesloopte kerk. Architect: Jos Bekkers | Meer afbeeldingen |
| Nieuw-Apostolische Kerk                                                    | Westerblokker 167b    | Westerblokker / Blokker | Nieuw-Apostolische Kerk                                            | Nieuw-Apostolische Kerk | |                   |
| Noorderkerk                                                                | Kleine Noord 32       | Binnenstad              | Rooms-Katholieke kerk                                              | Protestants | In 1441 is de bouw begonnen, deze werd in 1519 afgerond | Meer afbeeldingen |
| Het Octaaf                                                                 | J.D. Pollstraat 1     | Venenlaankwartier       | Sinds 2004 PKN                                                     | onveranderd | In de aandachtswand bevinden zich twee stenen, met daarin Bijbelteksten, die afkomstig zijn uit de voormalige Mariakapel                                                                            |                   |
| Oosterkerk                                                                 | Grote Oost 60         | Binnenstad              | Rooms-Katholieke kerk                                              | Tot 1968 Nederlandse Hervormde Kerk Sindsdien in gebruik als activiteitencentrum voor ontvangsten, partijen e.d. Stichting Oosterkerk beheert sinds jaren 1970 het pand. | Orgel uit 1764 gebouwd door Johann Heinrich Hartmann Bätz, alleen de kasten zijn nog origineel | Meer afbeeldingen |
| De Opdracht                                                                | Huesmolen 89          | Risdam                  | Rooms-Katholieke kerk                                              | onveranderd | Sluiting was gepland voor 2007, locatie is tot op heden in gebruik. |                   |
| Vereeniging tot Evangelisatie in verband met de Nederlandse Hervormde Kerk | Nieuwland 5           | Binnenstad              | Nederlandse Hervormde Kerk                                         | Afgebrand | In 1922 afgebrand waarna de gemeenschap uitweek naar de Oosterkerk en daarna naar de Eikstraatkerk                                                                                                  |                   |
| Life Builders                                                              | Dampten 16            | Hoorn-Noord             | Leekerweide                                                        | Kerk en verzamelpand voor maatschappelijk betrokken organisaties | |                   |
| Lichtbaken                                                                 | Maelsonstraat 6A      | Hoorn-Noord             | Woonhuis                                                           | | |                   |